# Бунчук, Нина Афанасьевна
Нина Афанасьевна Бунчук (16 апреля 1933, село Евгеновка, теперь Снигиревского района Николаевской области) — украинский советский деятель, бригадир свинофермы совхоза имени Мичурина Снигиревского района Николаевской области. Депутат Верховного Совета СССР 9-10-го созывов.

## Биография
Родилась в крестьянской семье. Образование неполное среднее. В 1953 году окончила Новобугскую летнюю школу зоотехников Николаевской области.
В 1953—1956 годах — младший зоотехник колхоза «Украина» Снигиревского района Николаевской области. В 1956—1960 годах — учётчик фермы крупного рогатого скота колхоза «Авангард» Снигиревского района Николаевской области.
В 1960—1970 годах — бригадир свинофермы колхоза «Авангард» Снигиревского района Николаевской области. С 1970 года — бригадир свинофермы совхоза имени Мичурина села Павловки Снигиревского района Николаевской области.
Потом — на пенсии в селе Павловке Снигиревского района Николаевской области.

## Награды
- два ордена Ленина
- медаль "За доблестный труд. В ознаменование 100-летия со дня рождения Владимира Ильича Ленина " (1970)
- медали